# Lymantria novaguinensis
Lymantria novaguinensis är en fjärilsart som beskrevs av Bethune-Baker 1904. Lymantria novaguinensis ingår i släktet Lymantria och familjen tofsspinnare. Inga underarter finns listade i Catalogue of Life.